# Izabel de Oliveira
Izabel de Oliveira é uma autora e roteirista brasileira de telenovelas e seriados.

## Carreira
Izabel de Oliveira iniciou sua carreira em 1998, sendo colaboradora da telenovela Serras Azuis, em parceria com Ana Maria Moretzsohn.
Em 2000, se transferiu, junto com Ana Maria Moretzsohn, para a TV Globo, onde colaborou com o texto de três novelas da mesma e de uma série infantil. São elas: Esplendor em 2000; Estrela Guia em 2001; Sabor da Paixão em 2002 e Sítio do Picapau Amarelo, de Walcyr Carrasco, baseado na obra de Monteiro Lobato, em 2002.
Em 2004, a convite de Ricardo Hofstetter, entrou para a equipe de Malhação como colaboradora de texto. Com o destaque alcançado na décima-primeira temporada do seriado adolescente, foi convocada para se tornar uma das autoras oficiais da décima-segunda temporada, ao lado de Paula Amaral e Glória Barreto. Permaneceu em Malhação até a metade da décima-quarta temporada, sendo substituída por Márcio Wilson.
Em outubro de 2007, entrou para a equipe de colaboradores de Duas Caras, novela de Aguinaldo Silva, permanecendo até o fim da mesma.
Em 2010, retorna a TV Globo, onde colabora com o texto da telenovela Tempos Modernos, de Bosco Brasil, e roteiriza o episódio "A Invejosa de Ipanema" do seriado As Cariocas. 
Em 2012, fez sua primeira novela como autora principal, Cheias de Charme, no horário das 19 horas na TV Globo, em sua primeira parceria com Filipe Miguez como autores principais.
Em 2014, fez sua segunda novela como também autora principal, Geração Brasil, no horário das 19 horas na TV Globo, sua segunda parceria com Filipe Miguez como autores titulares.
Em 2019, foi autora de Verão 90, da TV Globo. Em 2022, assinou com a HBO Max para uma novela com pré-produção em 2024.

## Prêmio
- 2012 - Prêmio APCA, na categoria Revelação, com Filipe Miguez, por Cheias de Charme.[5]

## Trabalhos na televisão
| Ano  | Trabalho                 | Emissora          | Escalação        | Parceiros Titulares                |
| ---- | ------------------------ | ----------------- | ---------------- | ---------------------------------- |
| 1998 | Serras Azuis             | Rede Bandeirantes | Colaboradora     | Ana Maria Moretzsohn               |
| 2000 | Esplendor                | TV Globo          | Colaboradora     | Ana Maria Moretzsohn               |
| 2001 | Estrela Guia             | TV Globo          | Colaboradora     | Ana Maria Moretzsohn               |
| 2002 | Sítio do Picapau Amarelo | TV Globo          | Colaboradora     | Walcyr Carrasco                    |
| 2003 | Sabor da Paixão          | TV Globo          | Colaboradora     | Ana Maria Moretzsohn               |
| 2004 | Malhação 2004            | TV Globo          | Colaboradora     | Ricardo Hofstetter e Paula Amaral  |
| 2005 | Malhação 2005            | TV Globo          | Roteirista final | Paula Amaral e Flávia Lins e Silva |
| 2006 | Malhação 2006            | TV Globo          | Roteirista final | Paula Amaral e Glória Barreto      |
| 2007 | Malhação 2007            | TV Globo          | Roteirista final | Paula Amaral e Márcio Wilson       |
| 2007 | Duas Caras               | TV Globo          | Colaboradora     | Aguinaldo Silva                    |
| 2010 | Tempos Modernos          | TV Globo          | Colaboradora     | Bosco Brasil                       |
| 2010 | As Cariocas              | TV Globo          | Roteirista       | Euclydes Marinho                   |
| 2011 | Insensato Coração        | TV Globo          | Colaboradora     | Gilberto Braga e Ricardo Linhares  |
| 2012 | Cheias de Charme         | TV Globo          | Autora principal | Filipe Miguez                      |
| 2014 | Geração Brasil           | TV Globo          | Autora principal | Filipe Miguez                      |
| 2019 | Verão 90                 | TV Globo          | Autora principal | Paula Amaral                       |
| 2025 | Coração Acelerado        | TV Globo          | Autora principal | Maria Helena Nascimento            |